# Anania funebris
Espèce
Le Botys à huit taches (Anania funebris) est une espèce de lépidoptères de la famille des Crambidae.

## Description et écologie
Envergure des ailes : de 20 à 23 mm. L'imago vole en juin - juillet selon la localisation

La chenille se nourrit sur Solidago virgaurea et moins souvent sur des genêts (Genista tinctoria).

## Distribution
Europe, Sibérie, Nord de l'Amérique du Nord.

## Synonymie
- Phalaena funebris  Ström, 1768 - protonyme
- Ennychia octomaculalis  Treitschke, 1929
- Geometra funeraria  Müller, 1774
- Anania funebris glomeralis  (Walker, 1859)
- Phalaena (Geometra) octomaculata  Linnaeus, 1771
- Ennychia assimilis  Butler, 1879
- Ennychia astrifera  Butler, 1879
- Noctua trigutta  Esper, 1791
- Phalaena atralis  Fabricius, 1775
- Pionea funebris f. reducta  Weber, 1945
- Pyralis guttalis  Denis & Schiffermüller, 1775
- Anania funebris sabaudialis  Leraut, 1996